# El Banco
El Banco est une municipalité située dans le département de Magdalena en Colombie.

## Personnalités liées à la municipalité
- José Barros (1915-2007) : compositeur de vallenato et de cumbia, né à El Banco.